# Nives Majnarić Pandžić
Nives Majnarić Pandžić (Zagreb, 3. siječnja 1938. - 8. srpnja 2022. ), hrvatska arheologinja. 

## Životopis
Nakon završetka klasične gimnazije diplomirala je jednopredmetnu arheologiju. Nakon doktorata dobiva status docentice za protopovijesnu arheologiju. U prosincu 1987. postaje izvanredni profesor na Odsjeku za arheologiju. U jesen 2003. godine odlazi u mirovinu. Objavila je stotinjak naslova, članaka, tekstova itd. Poznata je po istraživanjima tijekom kojih je otkrivena najstarija poznata naseljena jezgra današnjeg grada Zagreba.
Za svoj rad dobila je priznanje izborom u članstvo Njemačkog arheološkog instituta u Berlinu.